# 扎米尔·扎伊努林
扎米尔·加布杜尔哈科利·扎伊努林（1946年7月11日—2020年5月15日），俄罗斯语言学家、东方学家。阿拉伯语研究专家。喀山联邦大学教授。

## 生平
1974年毕业于塔什干大学东方学系。1977年开始在喀山大学执教。1988年获副博士学位。1999年获语言学全博士学位，同年晋升教授。1994年，任喀山大学塔塔尔语言与历史系主任。2000年至2011年，任喀山大学东方学研究所首任所长，兼任东方语言系系主任、孔子学院俄方院长。2020年5月15日逝世。